# 제이 썸
제이 썸(Jay Som, 1994년 3월 25일 ~ )은 미국의 싱어송라이터, 프로듀서이다.

## 음반 목록
- Turn Into (2016)
- Everybody Works (2017)
- Anak Ko (2019)